# Opération Pelikan
Pendant Théâtre américain de la Seconde Guerre mondiale
L'opération Pelikan (en allemand : Unternehmen Pelikan), également connu sous le nom de Projekt 14, était un plan allemand pour paralyser le canal de Panama pendant la Seconde Guerre mondiale.

## L'opération
À l'automne 1943, la Wehrmacht a achevé les préparatifs pour transporter deux Stukas Ju-87 avec des ailes repliables sur deux U-Boote, sur une île colombienne sans nom près de la côte du Panama. Elle prévoit de remonter les avions, de les armer avec des « bombes spéciales », puis de les envoyer attaquer le barrage Gatún. Après avoir terminé la mission, les pilotes auraient volé vers un pays neutre et été internés. Cependant, l'Allemagne annule l’opération, pour des raisons inconnues, à la dernière minute.
La plupart de ces types de plans impliquent des actes de sabotage utilisant des agents sur place et/ou débarqués par des U-Boote.